# Thiền viện Vạn Hạnh (Thành phố Hồ Chí Minh)
Thiền viện Vạn Hạnh, là một thiền viện và viện nghiên cứu Phật học ở Thành phố Hồ Chí Minh, Việt Nam. Thiền viện nằm ở số 750 đường Nguyễn Kiệm, phường Đức Nhuận. Trước năm 1975, nơi đây là phân khoa Khoa học ứng dụng thuộc Viện Đại học Vạn Hạnh thuộc Giáo hội Phật giáo Việt Nam Thống nhất với Hòa thượng Thích Minh Châu làm Viện trưởng. Năm 1976, sau khi viện Đại học Vạn Hạnh bị giải thể, hòa thượng viện trưởng đã đổi thiền viện này làm nơi tu trì và nghiên cứu Phật học. Hiện nay, Thiền viện Vạn Hạnh là cơ sở 1 của Học Viện Phật Giáo Việt Nam tại Thành Phố Hồ Chí Minh.

## Kiến trúc
Thiền viện xây trên một diện tích khoảng 1 hecta. Bao gồm một ngôi chánh điện, một nhà tổ, nhiều dãy nhà làm trụ sở trường Cao cấp Phật học Việt Nam, văn phòng Viện nghiên cứu Phật học, văn phòng Hội đồng phiên dịch Đại Tạng Kinh Việt Nam; dãy nhà tăng và trai đường.
Cổng thiền viện được xây năm 1990 theo kiểu kiến trúc cổ ở Huế do Đại đức Tâm Đoan và Đại đức Tịnh Quang đảm trách. Chánh điện gồm hai tầng. Tại tầng trệt, gian giữa thờ tượng đức Thích Ca màu trắng ngà ngồi trên tòa sen. Hai bên là phòng đọc sách của thư viện. Tầng lầu là phòng khách và phòng làm việc của Hòa thượng Viện chủ.
Ngôi nhà Tổ có hai tầng. Tầng lầu thờ Phật và thờ Tổ. Trên bàn thờ Tổ có chân dung cố Đại lão Hòa thượng Thích Tịnh Khiết, đệ nhất Tăng thống Giáo hội Phật giáo Việt Nam Thống nhất. Tầng trệt là giảng đường, nơi hay tổ chức các buổi giảng kinh, thuyết pháp, nói chuyện chuyên đề, biểu diễn văn nghệ…

## Hoạt động

### Nghiên cứu, hoằng giáo
Thiền viện Vạn Hạnh giữ một vị trí quan trọng trong việc nghiên cứu và hoằng dương Phật pháp. Đây là nơi làm việc của Viện nghiên cứu Phật học Việt Nam do Hòa thượng Thích Minh Châu, Tiến sĩ Triết học và Phật học, làm Viện trưởng. Cơ cấu của Viện gồm: Ban Phật giáo Việt Nam, Ban Phật giáo quốc tế, Ban Phật giáo chuyên môn, Ban in ấn và xuất bản. Ngoài ra, ở đây còn đặt văn phòng Hội đồng phiên dịch Đại Tạng Kinh Việt Nam do Hòa thượng Thích Minh Châu làm Chủ tịch. Trong bốn năm qua, Viện đã xuất bản nhiều bộ kinh trong Tam Tạng kinh điển như: Kinh Trường Bộ (2 tập), Kinh Trung Bộ (3 tập), Kinh Tương Ưng (5 bộ) … được Hòa thượng Thích Minh Châu dịch từ nguyên bản Pali ra tiếng Việt; Kinh Trường A Hàm (2 tập), Trung A Hàm (3 tập), Tạp A Hàm (2 tập) … được các vị Hòa thượng Thích Trí Tịnh, Thích Trí Siêu … dịch từ bản Hán tạng ra tiếng Việt. Đây là một sự kiện quan trọng trong lịch sử Phật giáo Việt Nam cũng như trong đời sống văn hóa dân tộc.

### Giáo dục, đào tạo
Thiền viện Vạn Hạnh còn là một trung tâm đào tạo tăng tài cho các tỉnh phía Nam. Nơi đây đặt trường Cao cấp Phật học Việt Nam. Ban Giám hiệu của Trường hiện nay (khóa III, nhiệm kỳ III, 1993 - 1997) gồm có:
- Hiệu trưởng: Hòa thượng Thích Minh Châu
- Phó Hiệu trưởng: Hòa thượng Thích Thiện Siêu
- Phó Hiệu trưởng: Thượng tọa Thích Giác Toàn
- Phó Hiệu trưởng: Cư sĩ Tống Hồ Cầm
- Tổng Thư ký: Cư sĩ Trần Tuấn Mẫn
- Chánh văn phòng: Đại đức Thích Đạt Đạo

Trường đào tạo theo phương thức tập trung thông qua một kỳ thi tuyển, mỗi khóa học kéo dài 4 năm, với văn bằng tương đương trình độ đại học. Từ năm 1984 đến nay, Trường đã mở được 3 khóa, đào tạo hơn 400 Tăng Ni sinh. Chương trình giảng dạy gồm phần nội điển do chư tôn túc giảng sư của Giáo hội phụ trách và phần ngoại điển do các giáo sư, giảng viên các trường Đại học đảm nhiệm.
Ngoài các trách vụ lãnh đạo Viện nghiên cứu Phật học và trường Cao cấp Phật học, Hòa thượng Thích Minh Châu còn đảm đương nhiệm vụ Phó Chủ tịch kiêm Tổng thư ký Hội đồng Trị sự Giáo hội Phật giáo Việt Nam kiêm Trưởng ban Phật giáo quốc tế, Phó Chủ tịch Hội Phật giáo châu Á vì hòa bình (ABCP), Chủ tịch Trung tâm ABCP Việt Nam. Hòa thượng đã nhiều lần tham gia các diễn đàn, hội thảo, hội nghị về văn hóa Phật giáo ở nước ngoài.

### Các sinh hoạt khác
Thiền viện Vạn Hạnh thường xuyên được đón tiếp các đoàn đại biểu các Giáo hội Phật giáo trên thế giới và nhiều đoàn khách quốc tế đến làm việc, thăm viếng, cùng đông đảo du khách, Phật tử đến lễ bái, sinh hoạt, nhất là vào ngày lễ Phật đản, Vu lan …